# Brad Renfro
Bradley Barron "Brad" Renfro, född 25 juli 1982 i Knoxville, Tennessee, död 15 januari 2008 i Los Angeles, Kalifornien, var en amerikansk skådespelare och tonårsidol. Renfro påträffades död i sitt hem, efter en oavsiktlig heroinöverdos.
Renfro började som barnskådespelare och hans första uppmärksammade filmroll blev den som Mark Sway i Klienten (1994). Där spelar en utsatt pojke som på egen hand anlitar en advokat, spelad av Susan Sarandon.

## Biografi

### Uppväxt och karriär
Renfro föddes i Knoxville, Tennessee, som son till Angela och Mark Renfro. Pappan arbetade på fabrik. Efter att föräldrarna skiljdes togs Brad som femåring hand om av sin farmor, Joanne Barron Renfro. Brad var ett hyperaktivt barn med svåra humörsvängningar, och var svår att handskas med både för sin farmor och i skolan. Men han var väldigt kreativ, och som nioåring skrev han och spelade i en skolteater mot droger. Uppträdandet imponerade en polis i Knoxville så mycket att han rekommenderade honom till en rollsättare åt Joel Schumacher, Mali Finn. Mali Finn ville ha en intelligent tioårig pojke med bra utseende som var någotsånär "street smart" och hade tillräckligt mycket talang för att klara av att spela mot tungviktare som Sarandon och Tommy Lee Jones i filmatiseringen av John Grishams Klienten. Renfro flögs till Hollywood för att göra ett screen test och fick rollen som Mark Sway direkt. Det blev en av de bäst säljande filmerna år 1994, och Renfro prisades för sina skådespelartalanger. 1995 vann han Hollywood Report's "Young Star"-pris, och nominerades till People's "Top 30 under 30". Samma år spelade han Huckleberry Finn i Disneys Tom och Huck och problembarnet Erik i En oförglömlig sommar. För de rollerna vann han ännu ett "Young Star"-pris och ett "Young Artist"-pris.
Sin sista stora filmroll gjorde han 1998, då han spelade huvudkaraktären Todd Bowden i filmatiseringen av Stephen King-filmatiseringen Sommardåd.
Renfros stora intresse förutom skådespeleriet var musik. Han spelade sex instrument, och hade tillsammans med vänner ett band kallat Frodad som spelade rock med influenser av hiphop och grunge.

### Drogberoende och kriminalitet
Renfro hade svårt att handskas med statusen som tonårsidol och all media. Han tyckte att Hollywood var "oäkta och billigt", och ogillade att göra intervjuer. Det blev allt svårare för honom att handskas med pressen, och han började med alkohol och andra droger.
Den 3 juni 1998 arresterades den då 15-årige Renfro samt hans 19-årige kusin för innehav av droger. Han bar på två små påsar kokain i ett cigarettpaket, och en påse marijuana i sin ena strumpa. 
28 augusti 2000 försökte han och en vän stjäla en yacht från hamnen i Fort Lauderdale, dagen innan inspelningen av filmen Bully skulle påbörjas. De arresterades samma natt. Enligt båtägaren verkade Renfro "mest upprörd över att bli arresterad". I januari 2001 dömdes Renfro till två års skyddstillsyn och till att betala kostnaden för repareringen av båten till båtägaren och undersökningskostnader till polisinrättningen i Lauderdale.
14 januari 2002 bröt Renfro mot sin skyddstillsyn och arresterades för offentlig berusning och för att ha kört utan giltigt körkort. Han sattes på ett tre-månaders drogavvänjningsprogram. 
I december 2005 arresterades han i Los Angeles efter ha försökt köpa heroin av en förklädd polis. Ett foto av Renfro i handbojor hamnade på framsidan av Los Angeles Times. Renfro erkände att han använde heroin och metadon. I rättegången erkände han sig skyldig till brotten och dömdes till tre års skyddstillsyn. 
Några dagar före sin död skaffade han en stor tatuering på ryggen som löd 'Fuck Y'All'.
I sin sista intervju från oktober 2007 varnade han för droger:
The advice I have for people wanting to get into acting [...] I would say, stay the hell away from the party scene. Anything you put in front of your goal, and especially something like that, whether it's too much gambling, too much food, too much (sic.) cold beers on the weekend - anything that you put in front of the prize is going to end up getting in the way and hurting you in the end. Unfortunately, a lot of people are not lucky enough to traverse through things like that and come out of things on the other side. A lot of people don't make it. They don't live through it.[källa behövs]

### Död
Renfro hittades död den 15 januari 2008 i sin lägenhet i Los Angeles, där han bodde gratis tillsammans med två vänner som skulle hjälpa honom att hålla sig drogfri. Kvällen före dödsfallet hade han varit ute och festat med vänner. US Weekly rapporterade att Samantha Pearson, Brads "från- och till"-flickvän hade talat i telefon med honom tolv timmar innan han hittades död, och att han varit full. Han hade låtit glad och skrattat, och hon hade bett att han skulle vara försiktig.[källa behövs] Renfro hade varit fri från droger ett helt år, men i december 2007 föll han tillbaka i missbruket av alkohol och droger.[källa behövs]
Det fastställdes efteråt att han dött av en oavsiktlig heroinöverdos, som hade injicerats.[källa behövs] Kroppen begravdes den 22 januari 2008 i Knoxville.
Hans familj avslöjade efter hans död att han hade en son, född 2003, med en okänd kvinna. Sonen, som endast nämns som Y Renfro i Renfros dödsruna, bor i Japan tillsammans med sin mor. [källa behövs]

## Filmografi
- 1994 – Klienten
- 1995 – Tom och Huck
- 1995 – En oförglömlig sommar
- 1996 – Sleepers
- 1997 – Telling Lies in America
- 1998 – Sommardåd
- 1999 – 2 Little, 2 Late
- 2000 – Skipped Parts
- 2000 – The Theory Of The Leisure Class
- 2000 – Happy Campers
- 2001 – Ghost World
- 2001 – Bully
- 2001 – Beautiful People
- 2002 – American Girl
- 2002 – Deuces Wild
- 2003 – The Job
- 2004 – Hollywood Flies
- 2004 – Mummy An' The Armadillo
- 2004 – Coat Pockets
- 2005 – The Jacket
- 2006 – 10th and Wolf
- 2009 – The Informers